# Angyali üdvözlet fatemplom (Csékehodos)
A csékehodosi Angyali üdvözlet fatemplom műemlékké nyilvánított épület Romániában, Bihar megyében. A romániai műemlékek jegyzékében a  BH-II-m-B-01178 sorszámon szerepel.